# Józef Delkiewicz

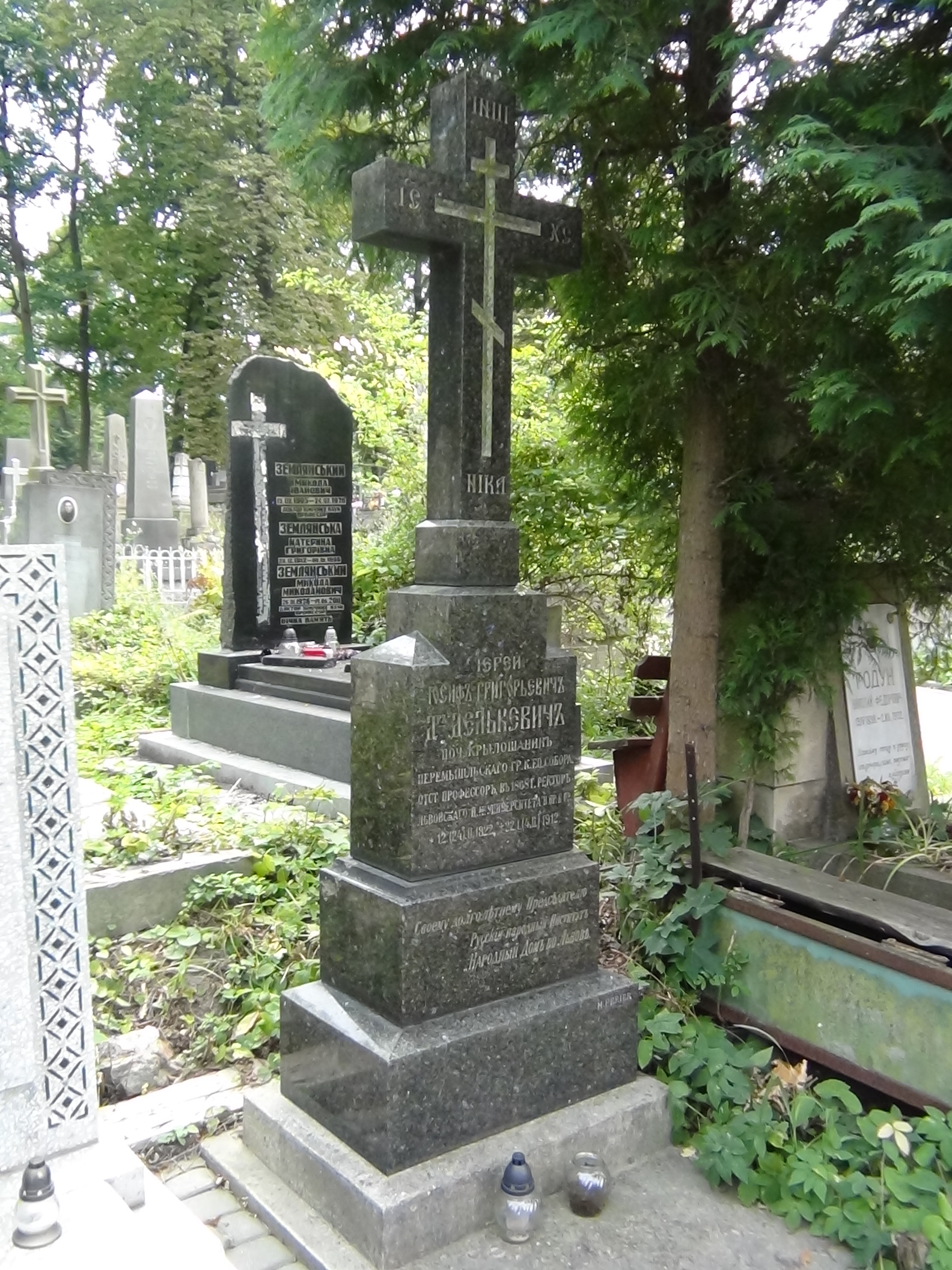
Grobowiec na Cmentarzu Łyczakowskim we Lwowie

Józef Delkiewicz (ur. 12 lutego 1822 w Leżajsku, zm. 4 lutego 1912 we Lwowie) – duchowny greckokatolicki, historyk kościoła, rektor Uniwersytetu Lwowskiego w latach 1867–1868, poseł-wirylista do Sejmu Krajowego Galicji.
Wyższe wykształcenie odebrał we Lwowie w Generalnym Greckokatolickim Seminarium Duchownym i Wydziale Teologicznym Uniwersytetu oraz w Przemyślu w Diecezjalnym Seminarium Duchownym. Doktorat z teologii uzyskał na Uniwersytecie Wiedeńskim w 1855 roku. W latach 1855–1860 był prefektem Seminarium Duchownego. Od 1860 wykładał na Wydziale Teologicznym Uniwersytetu Lwowskiego. W latach 1860–1890 — wykładał we Lwowskim Greckokatolickim Seminarium Duchownym.